# 3차원 바이오프린팅
3차원 바이오프린팅, 3D 바이오프린팅(3D bioprinting)은 3차원 인쇄와 유사한 기술을 활용하여 세포, 성장 인자, 바이오잉크 및 생체 재료를 결합하여 기능적 구조를 제작하는 것이다. 이는 전통적으로 조직 공학 응용 분야에 사용되었지만 최근에는 바이오센싱, 환경 개선 등의 다른 응용 분야에 대한 관심이 증가했다. 일반적으로 3차원 바이오프린팅은 층별 방법을 사용하여 바이오 잉크로 알려진 물질을 증착하여 나중에 다양한 의료 및 조직 공학 분야에서 사용되는 조직과 같은 구조를 만든다. 3차원 바이오프린팅은 광범위한 바이오프린팅 기술과 생체재료를 포괄한다. 현재 바이오프린팅은 약물 및 잠재적 치료법 연구를 돕기 위해 조직 및 장기 모델을 인쇄하는 데 사용될 수 있다. 그럼에도 불구하고, 생체 인쇄된 살아있는 세포 구조물을 임상 적용으로 전환하는 것은 기능적 기관을 생성하는 데 필요한 세포 수와 복잡성으로 인해 몇 가지 문제에 직면해 있다. 그러나 혁신은 세포외 기질의 바이오프린팅에서부터 원하는 조직을 생산하기 위해 층별로 증착된 하이드로겔과 세포를 혼합하는 것까지 다양하다. 또한, 3D 바이오프린팅에는 관절과 인대를 재생하는 데 사용할 수 있는 지지체 프린팅이 통합되기 시작했다. 이 외에도 3D 바이오프린팅은 최근 오염 물질 제거를 촉진할 수 있는 기능성 미생물을 수용하는 기능성 생물막 제조를 포함하여 환경 개선 응용 분야에 사용되었다.

## 같이 보기
- 3차원 인쇄
- 배양육
- 재생의학